# Chassagne-Montrachet
Pour les articles homonymes, voir chassagne-montrachet (AOC) et Chassagne.
Chassagne-Montrachet est une commune française située dans le département de la Côte-d'Or en région Bourgogne-Franche-Comté.

## Géographie

### Climat
Pour des articles plus généraux, voir Climat de la Bourgogne-Franche-Comté et Climat de la Côte-d'Or.
En 2010, le climat de la commune est de type climat océanique dégradé des plaines du Centre et du Nord, selon une étude du Centre national de la recherche scientifique s'appuyant sur une série de données couvrant la période 1971-2000. En 2020, Météo-France publie une typologie des climats de la France métropolitaine dans laquelle la commune est exposée à un climat océanique altéré et est dans la région climatique  Bourgogne, vallée de la Saône, caractérisée par un bon ensoleillement (1 900 h/an), un été chaud (18,5 °C), un air sec au printemps et en été et des vents faibles. 
Pour la période 1971-2000, la température annuelle moyenne est de 11 °C, avec une amplitude thermique annuelle de 17,8 °C. Le cumul annuel moyen de précipitations est de 788 mm, avec 11,3 jours de précipitations en janvier et 7,3 jours en juillet. Pour la période 1991-2020, la température moyenne annuelle observée sur la station météorologique de Météo-France la plus proche, « La Rochepot », sur la commune de La Rochepot à 4 km à vol d'oiseau, est de 10,6 °C et le cumul annuel moyen de précipitations est de 849,5 mm,. Pour l'avenir, les paramètres climatiques de la commune estimés pour 2050 selon différents scénarios d'émission de gaz à effet de serre sont consultables sur un site dédié publié par Météo-France en novembre 2022.

## Urbanisme

### Typologie
Au 1er janvier 2024, Chassagne-Montrachet est catégorisée commune rurale à habitat dispersé, selon la nouvelle grille communale de densité à 7 niveaux définie par l'Insee en 2022.
Elle est située hors unité urbaine. Par ailleurs la commune fait partie de l'aire d'attraction de Beaune, dont elle est une commune de la couronne,. Cette aire, qui regroupe 64 communes, est catégorisée dans les aires de 50 000 à moins de 200 000 habitants,.

### Occupation des sols
L'occupation des sols de la commune, telle qu'elle ressort de la base de données européenne d’occupation biophysique des sols Corine Land Cover (CLC), est marquée par l'importance des territoires agricoles (67,3 % en 2018), en diminution par rapport à 1990 (68,4 %). La répartition détaillée en 2018 est la suivante : 
cultures permanentes (66,9 %), forêts (20,1 %), zones urbanisées (7,2 %), milieux à végétation arbustive et/ou herbacée (3,9 %), zones industrielles ou commerciales et réseaux de communication (1,5 %), zones agricoles hétérogènes (0,4 %). L'évolution de l’occupation des sols de la commune et de ses infrastructures peut être observée sur les différentes représentations cartographiques du territoire : la carte de Cassini (XVIIIe siècle), la carte d'état-major (1820-1866) et les cartes ou photos aériennes de l'IGN pour la période actuelle (1950 à aujourd'hui).

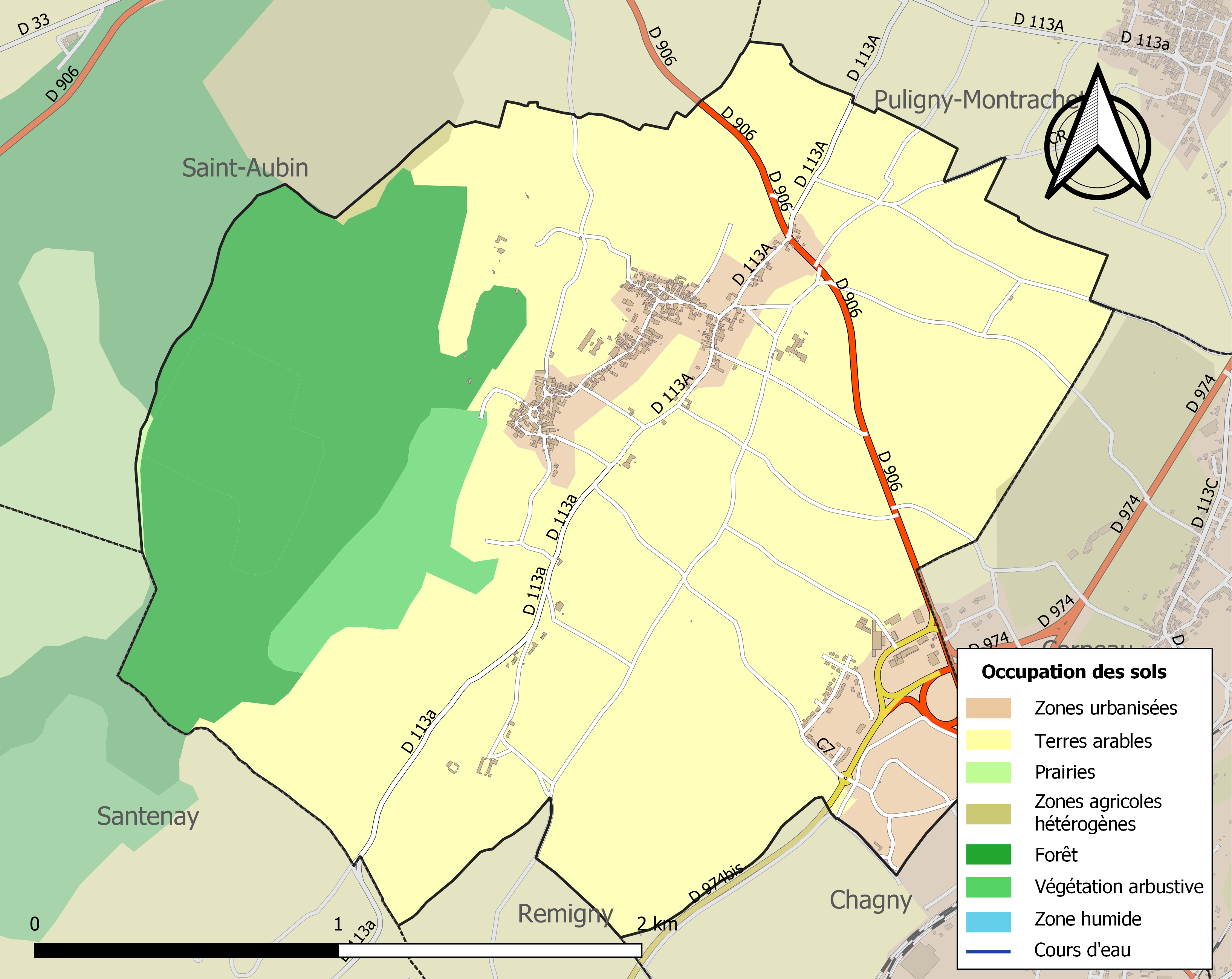
Carte des infrastructures et de l'occupation des sols de la commune en 2018 (CLC).

## Toponymie
Le premier élément du toponyme Chassagne-Montrachet est issu du gaulois cassanos, signifiant chêne.

## Politique et administration
| Période                                  | Période   | Identité         | Étiquette | Qualité |
| ---------------------------------------- | --------- | ---------------- | --------- | ------- |
| mars 2008                                | en cours  | Françoise Moreau | -         | -       |
| mars 2001                                | mars 2008 | Bernard Morey    | -         | -       |
| Les données manquantes sont à compléter. |           |                  |           |         |

## Démographie
L'évolution du nombre d'habitants est connue à travers les recensements de la population effectués dans la commune depuis 1793. Pour les communes de moins de 10 000 habitants, une enquête de recensement portant sur toute la population est réalisée tous les cinq ans, les populations de référence des années intermédiaires étant quant à elles estimées par interpolation ou extrapolation. Pour la commune, le premier recensement exhaustif entrant dans le cadre du nouveau dispositif a été réalisé en 2006.

En 2022, la commune comptait 263 habitants, en évolution de −14,61 % par rapport à 2016 (Côte-d'Or : +0,82 %, France hors Mayotte : +2,11 %).
| 1793 | 1800 | 1806 | 1821 | 1831 | 1836 | 1841 | 1846 | 1851 |
| ---- | ---- | ---- | ---- | ---- | ---- | ---- | ---- | ---- |
| 652  | 771  | 836  | 859  | 964  | 925  | 958  | 924  | 918  |

| 1856 | 1861 | 1866 | 1872 | 1876 | 1881 | 1886 | 1891 | 1896 |
| ---- | ---- | ---- | ---- | ---- | ---- | ---- | ---- | ---- |
| 924  | 944  | 993  | 958  | 981  | 966  | 861  | 889  | 842  |

| 1901 | 1906 | 1911 | 1921 | 1926 | 1931 | 1936 | 1946 | 1954 |
| ---- | ---- | ---- | ---- | ---- | ---- | ---- | ---- | ---- |
| 790  | 773  | 703  | 593  | 624  | 604  | 578  | 480  | 560  |

| 1962 | 1968 | 1975 | 1982 | 1990 | 1999 | 2006 | 2011 | 2016 |
| ---- | ---- | ---- | ---- | ---- | ---- | ---- | ---- | ---- |
| 574  | 504  | 446  | 454  | 431  | 472  | 396  | 334  | 308  |

| 2021 | 2022 | - | - | - | - | - | - | - |
| ---- | ---- | - | - | - | - | - | - | - |
| 275  | 263  | - | - | - | - | - | - | - |

## Culture locale et patrimoine

### Lieux et monuments
Parmi les principaux lieux et monuments de Chassagne-Montrachet figurent notamment :
- l'église, sous le vocable de saint Marc ;
- l'imposante mairie-école du XIXe siècle ;
- le château de la Maltroye, bâti au XVIIIe siècle.

### Personnalités liées à la commune

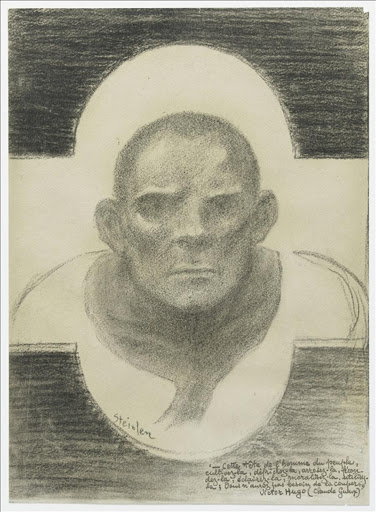
Théophile Alexandre Steinlen, Claude Gueux, dessin du criminel réalisé à la mine de plomb, 1902.

- Claude Gueux (1804-1832), criminel français principalement connu pour la représentation qu'en a faite Victor Hugo dans Claude Gueux, récit journalistique pamphlétaire et réquisitoire contre la peine de mort.
- Michelle Bachelet, l'ancienne présidente du Chili, est la descendante d'un habitant du village, Louis Bachelet. La présidente a visité la commune, sur la trace de son ancêtre, le 30 mai 2009[17].

### Festivités
Chassagne-Montrachet, commune viticole, a accueilli en janvier 2010 la 66e édition de la Fête de la Saint-Vincent tournante, manifestation supervisée par la Confrérie des chevaliers du Tastevin.

### Héraldique
| Blason | Blasonnement : De gueules à deux clés d'or passées en sautoir et accompagnées de quatre croissants du même posés en lunel entre les fûts. |

## Sports
- Le Football club Chassagne-Montrachet est créé en mai 2007, il évolue en Promotion de district pour la saison 2016-2017.

## Galerie de photos

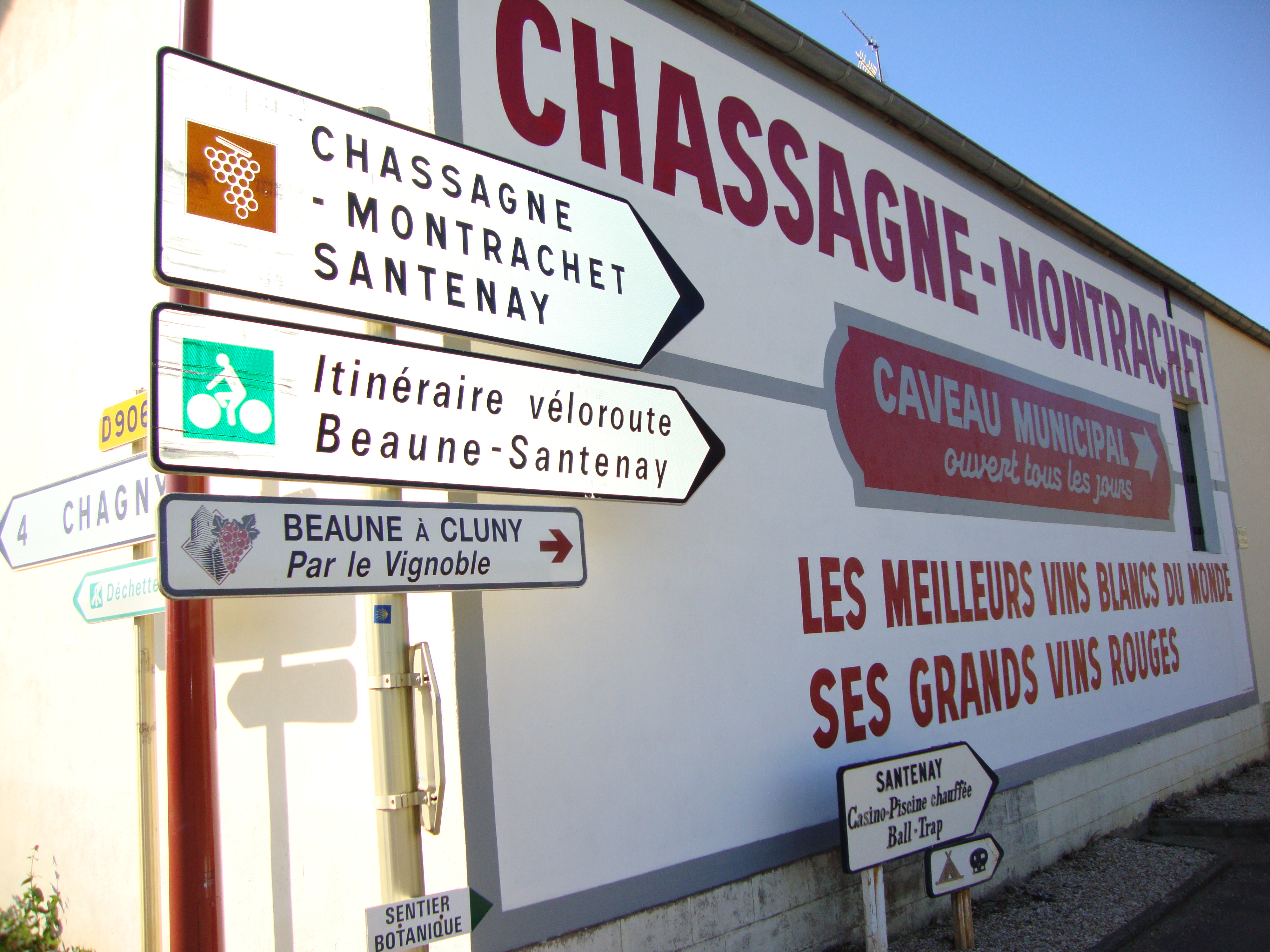
Signalisation vin, vélo, visite.
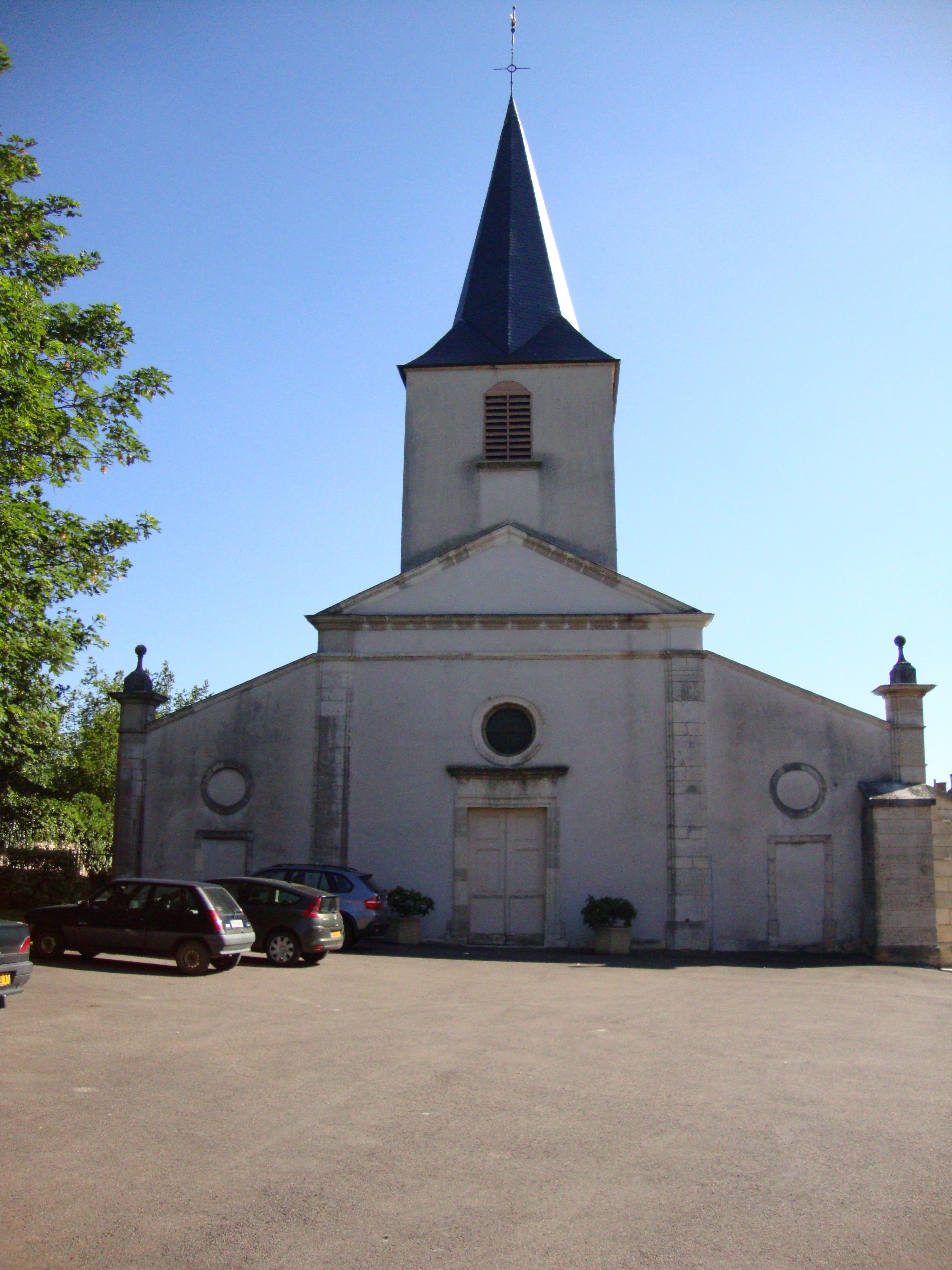
Façade et tour de l'église.
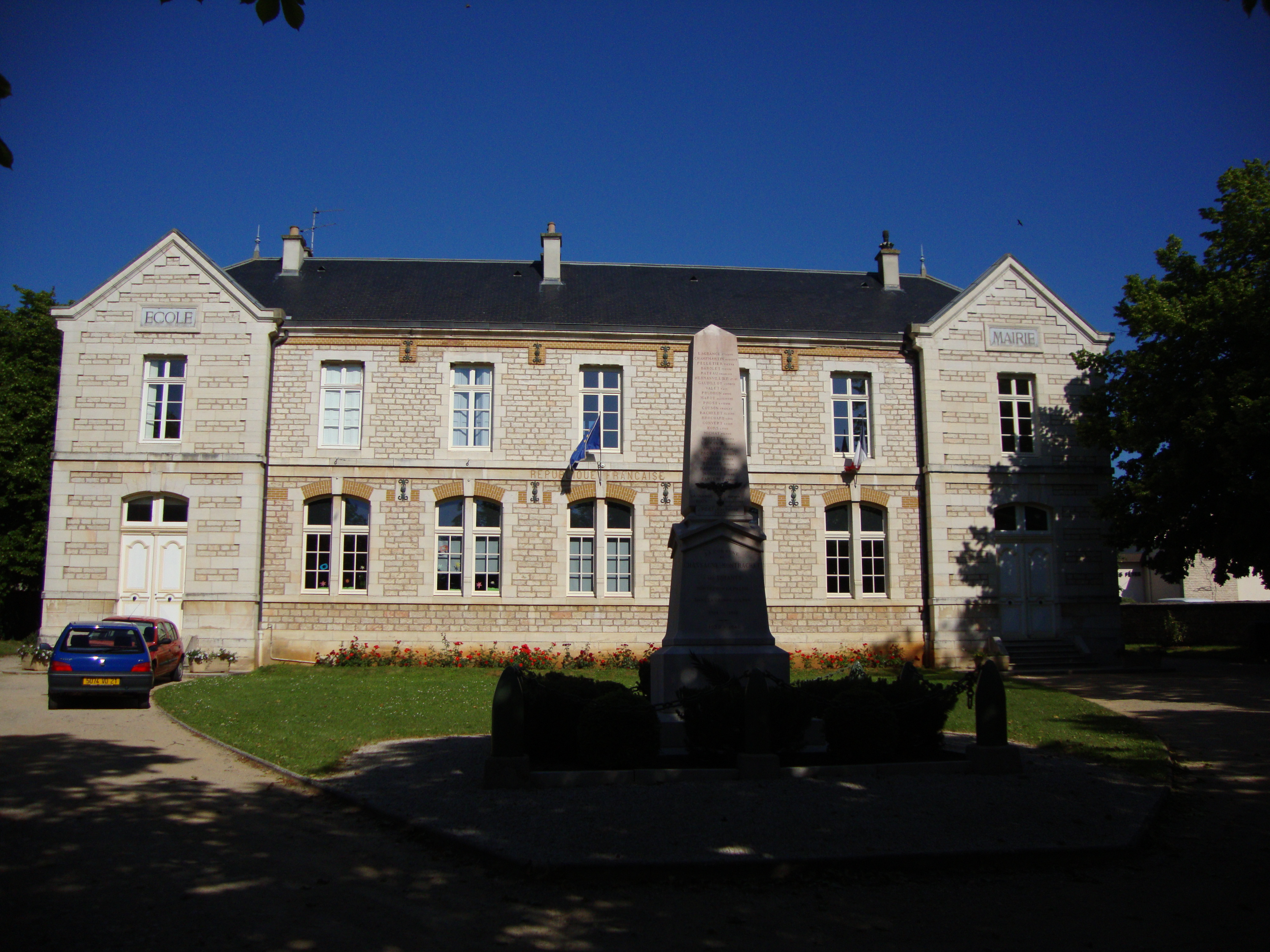
Mairie-école avec monument aux morts.
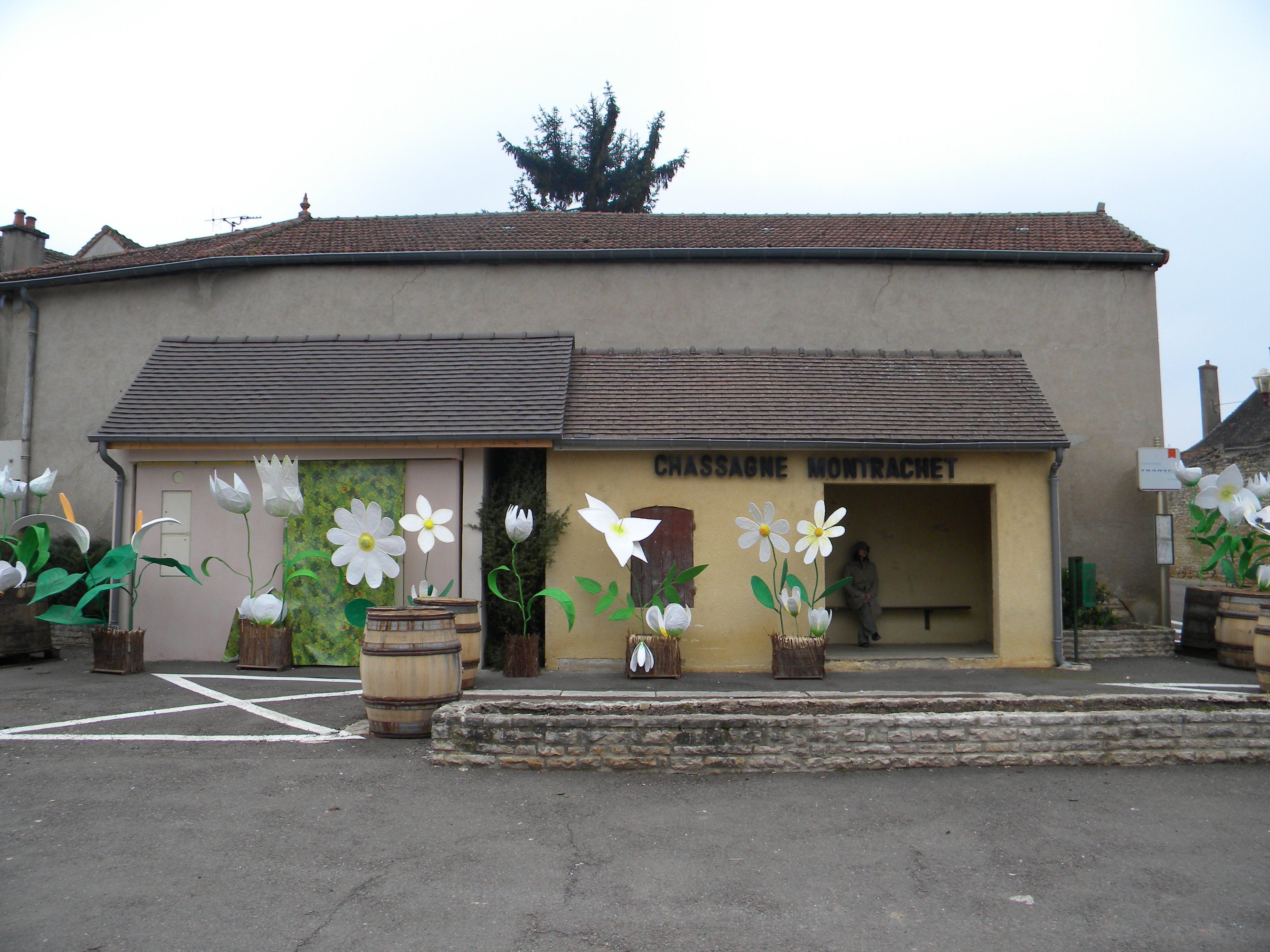
Gare routière décorée pour la Saint-Vincent.